# Carlos Castillo Peraza
Carlos Enrique Castillo Peraza (Mérida, 17 april 1947 - Bonn, 8 september 2000) was een Mexicaans journalist, intellectueel en politicus.
Castillo Peraza studeerde filosofie aan de Pontificale Universiteit in Rome en rechtsgeleerdheid in Freiburg in Zwitserland. In Mexico doceerde hij filosofie aan de La Salle-universiteit en werd journalist voor de El Diario de Yucatán. In 1967 sloot Castillo Peraza zich aan bij de Nationale Actiepartij (PAN). In 1980 en 1988 was hij kandidaat voor het gouverneurschap van zijn geboorstaat Yucatán en zat driemaal in de Kamer van Afgevaardigden. Van 1993 tot 1996 was Castillo Peraza voorzitter van de PAN. In 1997 nam hij deel aan de eerste burgemeestersverkiezingen van Mexico-Stad, en werd derde in die verkiezing.
In 1999 stapte hij uit de PAN en overleed een jaar later in Duitsland aan een hartinfarct. In 2007 ontving hij postuum de Eremedaille Belisario Domínguez.